# Ear Island
Ear Island är en ö i territoriet Falklandsöarna (Storbritannien). Den ligger i den nordöstra delen av ögruppen, 50 km nordväst om huvudstaden Stanley.